# 12272 Ґедділі
12272 Ґедділі (12272 Geddylee) — астероїд головного поясу, відкритий 22 вересня 1990 року.
Тіссеранів параметр щодо Юпітера — 3,333.